# Talavera de la Reina
Talavera de la Reina este un oraș în Spania.